# De Vierkleur

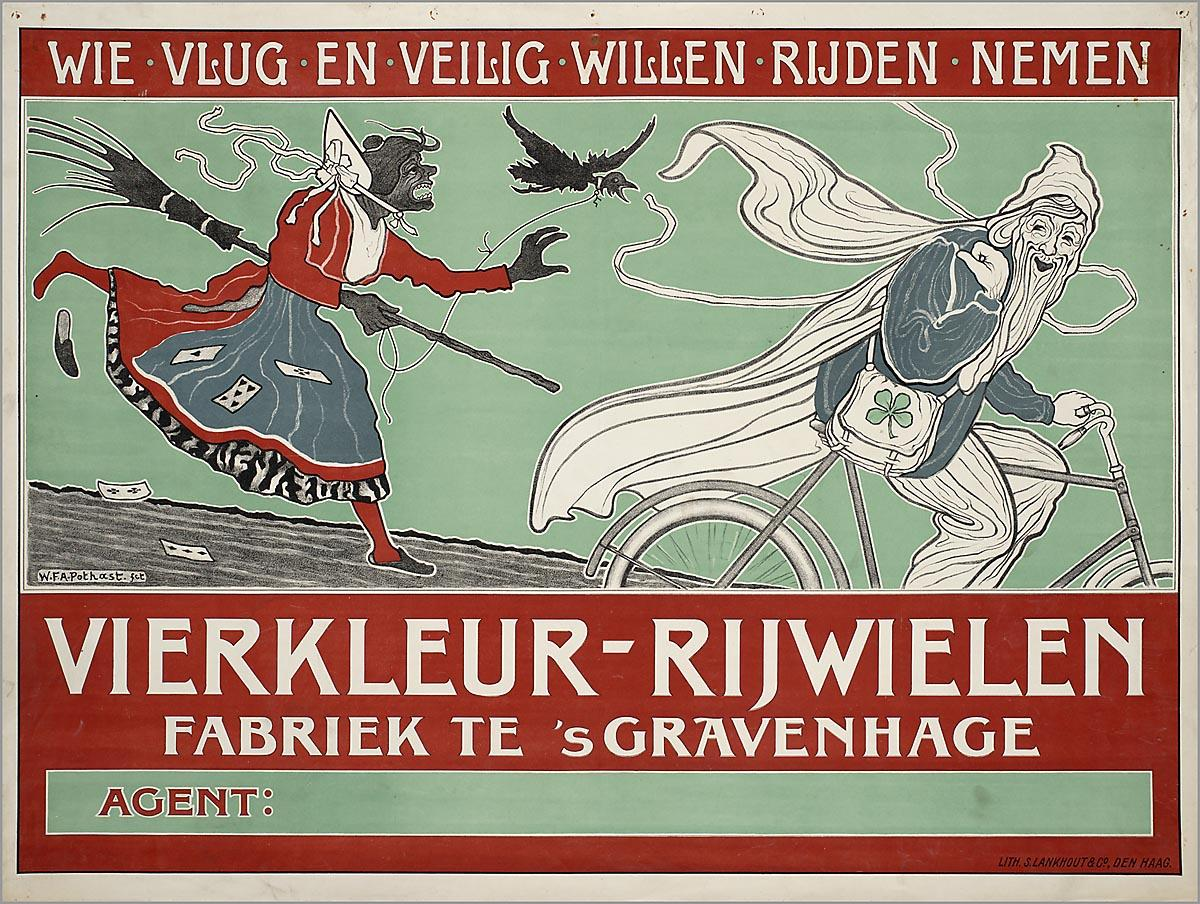
Affiche voor Vierkleur-rijwielen uit het begin van de twintigste eeuw.

Rijwielfabriek De Vierkleur NV was een Nederlandse fietsfabrikant tussen 1900 en 1943.
In mei 1900 registreerde Nanne Veenstra uit Den Haag het fietsmerk De Vierkleur, waarvan de naam geïnspireerd was op de strijd van de Boeren in de Tweede Boerenoorlog. In 1903 verrees op het kruispunt Laan van Meerdervoort-Edisonstraat-Fahrenheitstraat een fabriek. 
Er werd veel geld geïnvesteerd en De Vierkleur behoorde rond 1910 tot de gerenommeerde fietsfabrikanten van die tijd. Dit duurde echter maar kort. In 1917 werd de firma verkocht aan Jacob Witmondt, een bekende fiets-, motorfiets- en auto-importeur uit Amsterdam. Deze verhuisde de fabriek naar de Amsterdamse Prinsengracht. Het merk begon een marginaal bestaan te leiden. In een prijscourant van 1937 wordt het assortiment genoemd: heren- en damesfietsen, sportfiets, kinderfietsen, dienstrijwiel en een transportfiets.
Door Witmondts Joodse afkomst dwongen de Duitsers hem in maart 1941 ontslag te nemen uit zijn ondernemingen. In september 1942 werd hij op 78-jarige leeftijd in Auschwitz om het leven gebracht en Rijwielfabriek De Vierkleur werd in januari 1943 op last van de bezetter geliquideerd.